# Entracque
Entracque là một đô thị tại tỉnh Cuneo trong vùng Piedmont của Italia, vị trí cách khoảng 90 km về phía nam của Torino và khoảng 20 km về phía tây nam của Cuneo, on the border with France. It's a touristic resort: it has one of the greatest Italian nordic ski area. Tại thời điểm ngày 31 tháng 12 năm 2004, đô thị này có dân số 836 người và diện tích là 160 km².
Entracque giáp các đô thị: Belvédère (France), La Brigue (France), Limone Piemonte, Roaschia, Saint-Martin-Vésubie (France), Valdieri và Vernante.